# Gornji Kraljevec (Hrašćina)
 Gornji Kraljevec  falu Horvátországban Krapina-Zagorje megyében. Közigazgatásilag Hrašćinához tartozik.

## Fekvése
Krapinától 30 km-re délkeletre, községközpontjától 1 km-re keletre a megye északkeleti részén, a Horvát Zagorje területén fekszik.

## Története
A településnek 1857-ben 200, 1910-ben 520 lakosa volt. Trianonig Varasd vármegye Zlatari járásához tartozott.
2001-ben 406 lakosa volt.

## Nevezetességei
- Szent Benedek tiszteletére szentelt kápolnája[2] a 18. században épült a település feletti dombon. Egyhajós épület, félkörös záródású apszissal, hajóját később nyugati irányban bővítették. A kápolna belseje fazsaluzatból készült hamis dongaboltozattal boltozott hajóból és a kupolával boltozott szentélyből tevődik össze. A kápolna régebbi része az apszis, mely a többinél sokkal régebbi, és a 16. századból származik. Később a szentélyt megmagasították, és a kápolna előtt álló előcsarnokot lezárták, amint azt a nagy fal íves ablaknyílásai is bizonyítják. A 19. században a homlokzat elé tégla harangtornyot emeltek.
- Munkás Szent József tiszteletére szentelt kápolnája.

## Külső hivatkozások
Hrašćina község hivatalos oldala